# Isabella (bedrijf)
Isabella is een Deens bedrijf dat voortenten voor caravans produceert en daarbij een reeks van aanverwante artikelen.
Het bedrijf is in 1957 opgericht door Søren Odgaard. 
Tegenwoordig wordt Isabella vertegenwoordigd door dochtermaatschappijen in Duitsland, Noorwegen, Nederland en het Verenigd Koninkrijk.
Verder exporteert Isabella naar Australië, België, Frankrijk, Italië, Luxemburg, Oostenrijk, Polen, Portugal, Zweden en Zwitserland.